# Liste der Botschafter der Vereinigten Staaten in Zypern

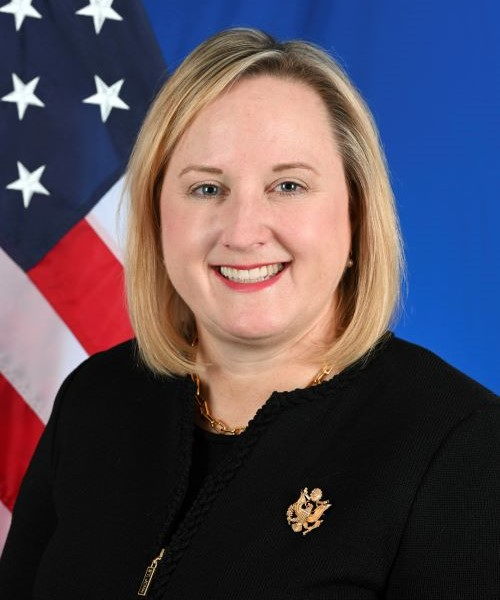
Julie D. Fisher, derzeitige Botschafterin in Zypern

Der Botschafter der Vereinigten Staaten von Amerika in Zypern ist der bevollmächtigte Botschafter der Vereinigten Staaten von Amerika in der Republik Zypern.

## Botschafter
| Amtszeit  | Name                       | Bemerkungen                                |
| --------- | -------------------------- | ------------------------------------------ |
| 1960      | Louis Douglas Heck         | Chargé d’Affaires ad interim               |
| 1960–1964 | Fraser Wilkins             |                                            |
| 1964–1969 | Taylor Garrison Belcher    |                                            |
| 1969–1973 | David Henry Popper         |                                            |
| 1973–1974 | Robert James McCloskey     |                                            |
| 1974      | Rodger Paul Davies         | Wenige Wochen nach Akkreditierung ermordet |
| 1974–1978 | William Rex Crawford Jr.   |                                            |
| 1978–1981 | Galen Luther Stone         |                                            |
| 1981–1984 | Raymond C. Ewing           |                                            |
| 1984–1987 | Richard Wood Boehm         |                                            |
| 1988–1989 | Bill K. Perrin             |                                            |
| 1989–1990 | John U. Nix                | Chargé d’Affaires ad interim               |
| 1990–1993 | Robert E. Lamb             |                                            |
| 1993–1996 | Richard A. Boucher         |                                            |
| 1996–1999 | Kenneth C. Brill           |                                            |
| 1999–2002 | Donald Keith Bandler       |                                            |
| 2002–2005 | Michael Klosson            |                                            |
| 2005–2008 | Ronald Lewis Schlicher     |                                            |
| 2008–2011 | Frank Charles Urbancic Jr. |                                            |
| 2012–2015 | John M. Koenig             |                                            |
| 2015–2019 | Kathleen Ann Doherty       |                                            |
| 2019–2022 | Judith Gail Garber         |                                            |
| 2023–     | Julie D. Fisher            |                                            |